# Skiathos
Skiathos (græsk Σκιάθος) er en græsk ø i Ægæerhavet, beliggende i øgruppen Sporaderne.
Skiathos er på 64 km² og havde 5.788 indbyggere i 2010. Hovedbyen hedder Skiathos.
Øen har en lufthavn, Alexandros Papadiamantis Airport.
Vil man sejle til øen, sker det via Skópelos, Thessaloniki eller Volos.

## Eksterne kilder og henvisninger
- Wikimedia Commons har flere filer relateret til Skiathos
- Officielt netsted Arkiveret 15. august 2012 hos  Wayback Machine

39°10′N 23°29′Ø / 39.167°N 23.483°Ø